# Дедпул 2
«Дедпул 2» (англ. Deadpool 2) — американський супергеройський кінокомедійний бойовик режисера Девіда Літча, що вийшов 2018 року. Стрічка присвячена пригодам однойменного персонажа коміксів Marvel. У головних ролях Раян Рейнольдс, Морена Баккарін, Ті Джей Міллер.
Вперше фільм продемонстрували 17 травня 2018 року у світовому прокаті, у тому числі і в Україні.

## Сюжет
Супергерой Дедпул, він же Вейд Вілсон, жаліється на життя, іронізуючи, що Росомаха теж осилив рейтинг для дорослих і загинув. Він підриває себе на бочках із пальним і поза кадром розповідає, що привело його до цього вчинку.
Шістьма тижнями раніше Дедпул убиває різноманітних злочинців. Повернувшись додому після звичної праці, збирається відсвяткувати річницю спільного життя зі своєю нареченою Ванессою і як подарунок, його наречена оголошує, що хоче від нього дитину. Однак ліричній сцені перешкоджає наліт чергового злочинця Сергія Валишнікова, якому вдалось удень уникнути смертельного контакту з Дедпулом, і вночі росіянин зі своєю бандою вривається до житла Вілсона. Дедпул знищує нападників, та Валишніков встигає застрелити Ванессу. Вейд винить себе в смерті нареченої і за логікою сюжету намагається вчинити самогубство, підірвавшись на бочках з пальним. У момент загибелі, перебуваючи в переході між життям і смертю, він бачить видіння Ванесси, котра говорить, що у Вейда «серце не на місці». Однак померти не так просто. Мутант Колос знаходить рештки його тіла і складає докупи. Вейд регенерує і отямлюється в школі професора Ксав'єра. Колос закликає знайти родину серед «Людей X» i зачитує Дедпулу моралізаторські повчання.
Дедпул, Колос і Надзвукова Боєголовка вирушають владнати інцидент з юним мутантом Расселом Коллінзом, який керує вогнем і втік з притулку для дітей-мутантів. Вейд допомагає нейтралізувати Рассела, та коли той розповідає, що з нього знущалися, застрелює робітників притулку. Колос зупиняє його, і Вейда заарештовують. Разом з Расселом його доставляють у спеціальних нашийниках, які пригнічують надлюдські здатності, до в'язниці «Морозилки» для злочинців-мутантів. Тим часом солдат-кіборг з майбутнього Кейбл вирушає в минуле, щоб помститися за жінку і дочку, яких вже дорослий Коллінз, що виріс на справжнього бездушного вбивцю, спалює своєю суперсилою.
Тимчасом Рассел хоче здобути авторитет серед в'язнів і планує втечу. Кейбл вривається до в'язниці в пошуках Коллінза. Скориставшись нападом, мутанти тікають з камер. Вейд, захищаючи Рассела, ламає свій нашийник і дає кіборгу відсіч. В ході сутички він без злого наміру вигукує, що йому нібито начхати на Рассела, чим дуже ображає хлопця, який випадково чує цю репліку Дедпула. Дедпул виривається з «Морозилки» і знову бачить видіння Ванесси. Він розуміє її слова таким чином, що він просто зобов'язаний подбати про долю Рассела.
Дедпул збирає команду мутантів під назвою «Загін Ікс», щоб витягнути Рассела з в'язниці і захистити його від Кейбла. Команда нібито атакує конвой з в'язнями, але всі «непереможні» члени «Загону Ікс», за винятком Дедпула і Доміно, якій завжди щастить, швидко гинуть цілком безглуздими смертями. Дедпул не вірить, що надзвичайне везіння Доміно якраз є її даром-суперсилою, та вона завдяки неймовірному збігу обставин захоплює конвой. Кейбл намагається вбити Рассела, Дедпул з боєм захищає його. Рассел тікає з конвою і звільняє мутанта Джаґернаута, котрого хлопчик, ображений на свого рятівника, тепер вважає за кращого друга, ніж Дедпул. В кінці епізоду Джаґернаут, у відповідь на зухвалу репліку, відриває Дедпулу ноги i Доміно доставляє його додому відрощувати кінцівки, що супроводжується серією знущальних для нього жартівливих ситуацій.
Кейбл розшукує Дедпула і повідомляє про намір Рассела вбити директора свого притулку, що згідно з передбаченням перетворить його на серійного злочинця. Тому кіборг пропонує Вейду і Доміно співпрацювати, щоб завадити першому вбивству Коллінза. Він погоджується дати Вілсону шанс умовити Рассела, а інакше планує знищити хлопця.
Колос вирішує все ж допомогти Дедпулу, затримавши Джаґернаута, щоб Вілсон і Кейбл могли завадити Коллінзу в притулку. Дедпулу не вдається вмовити Коллінза не вбивати директора і тоді Кейбл стріляє в мутанта. Вілсон закриває собою хлопчика та гине від кулі. Вражений цією самопожертвою, Рассел вирішує не вбивати директора. Це змінює майбутнє, в якому сім'я Кейбла лишається живою. В подяку Кейбл використовує останній заряд своєї машини часу, щоб стрибнути на кілька хвилин у минуле і помістити жетон Ванесси перед серцем Вейда. Завдяки цьому Дедпул виживає, а директора, за законом абсурдної логіки, в ту ж мить збиває таксист Допіндер.
У сцені після титрів Боєголовка і її дівчина Юкіо ремонтують машину часу. Дедпул користується нею, щоб врятувати Ванессу, Пітера з «Загону Ікс», після чого, жартуючи, вбиває невдало зображеного Дедпула з фільму «Люди Ікс: Росомаха», а також Раяна Рейнольдса (котрий грає Дедпула), щоб той не знімався у провальному фільмі «Зелений ліхтар».

## У ролях
| Персонаж                                       | Роль                                        | Актор                     | Актор дубляжу             |
| ---------------------------------------------- | ------------------------------------------- | ------------------------- | ------------------------- |
| Вейд Вілсон/Дедпул/Раян Рейнольдс (камео)      | найманець-мутант з надлюдськими здібностями | Раян Рейнольдс            | Дмитро Гаврилов           |
| Ванесса Карлайл                                | наречена Вейда                              | Морена Баккарін           | Наталя Романько-Кисельова |
| Горностай                                      | найкращий друг Вейда                        | Ті Джей Міллер            | Дмитро Сова               |
| Сліпа Ел                                       | співмешканка Вейда                          | Леслі Аггамс              | Ольга Радчук              |
| Надзвукова Боєголовка                          | мутант з «Людей X»                          | Бріанна Гільдебранд       | Антоніна Хижняк           |
| Колос                                          | мутант з «Людей X»                          | Стефан Капічіч            | Кирило Нікітенко          |
| Кейбл                                          | кіборг-мутант з майбутнього                 | Джош Бролін               | Михайло Кришталь          |
| Рассел/Вогняний кулак                          | хлопчик-мутант                              | Джуліан Деннісон          | Вікор Григор'єв           |
| Доміно                                         | мутантка                                    | Зазі Бітц                 | Катерина Буцька           |
| Допіндер                                       | таксист, знайомий Дедпула                   | Каран Соні                | Павло Скороходько         |
| Чорний Том                                     | мутант-в'язень                              | Джек Кейсі                | Роман Чорний              |
| Юкіо                                           | мутант з «Людей X», дівчина Боєголовки      | Шіорі Кутсуна             | Ганна Коваль              |
| Джаггернаут                                    | мутант-в'язень                              | Раян Рейнольдс/Девід Літч | Олексій Череватенко       |
| Бак                                            |                                             | Рендал Рідер              | Роман Солошенко           |
| Джеймс Гоулетт/Лоґан/Росомаха (камео)          | мутант з «Людей X»                          | Г'ю Джекман               | Юрій Ребрик               |
| Директор притулку для дітей-мутантів           |                                             | Едді Марсан               | Олег Лепенець             |
| Пітер                                          |                                             | Роб Деланей               | Дмитро Вікулов            |
| Зоретрус                                       | мутант                                      | Льюїс Тан                 | Дмитро Рассказов          |
| Дух часу                                       | мутант                                      | Білл Скашгорд             | Андрій Федінчик           |
| Бедлам                                         | мутант                                      | Террі Крюс                | Петро Сова                |
| Фантом                                         | мутант                                      | Бред Пітт                 |                           |
| професор Чарльз Ксав'єр / Професор Ікс (камео) | мутант, очільник «Людей X»                  | Джеймс Макевой            |                           |
| Генк Маккой / Звір (камео)                     | мутант з «Людей X»                          | Ніколас Холт              |                           |
| Нічний Змій (камео)                            | мутант з «Людей X»                          | Коді Сміт-Макфі           |                           |
| Ороро Монро / Шторм (камео)                    | мутант з «Людей X»                          | Александра Шипп           |                           |
| Скот Самерс / Циклоп (камео)                   | мутант з «Людей X»                          | Тай Шерідан               |                           |
| П'єтро Максімофф / Ртуть (камео)               | мутант з «Людей X»                          | Еван Пітерс               |                           |
| Дікі Грінліф                                   | камео                                       | Метт Деймон               |                           |
| Реднек                                         | камео                                       | Алан Тудик                |                           |

Перекладач — Олег Колесніков
Режисер дубляжу — Катерина Брайковська
Студія дубляжу — Постмодерн

### Знімальна група
- Кінорежисер — Девід Ліч
- Сценаристи — Ретт Різ і Пол Вернік
- Кінопродюсери — Саймон р Доннер
- Виконавчі продюсери — Стен Лі, Ретт Різ, Етан Сміт, Адітія Суд, Пол Вернік
- Кінооператор — Джонатан Села
- Кіномонтаж — Елізабет Роналдсдоттір
- Підбір акторів — Марісол Ронкалі і Мері Вернью
- Художник-постановник — Девід Шунеманн
- Артдиректори — Роджер Фаєрс, Дан Германсен, Пітер Охотта[7].

## Реліз

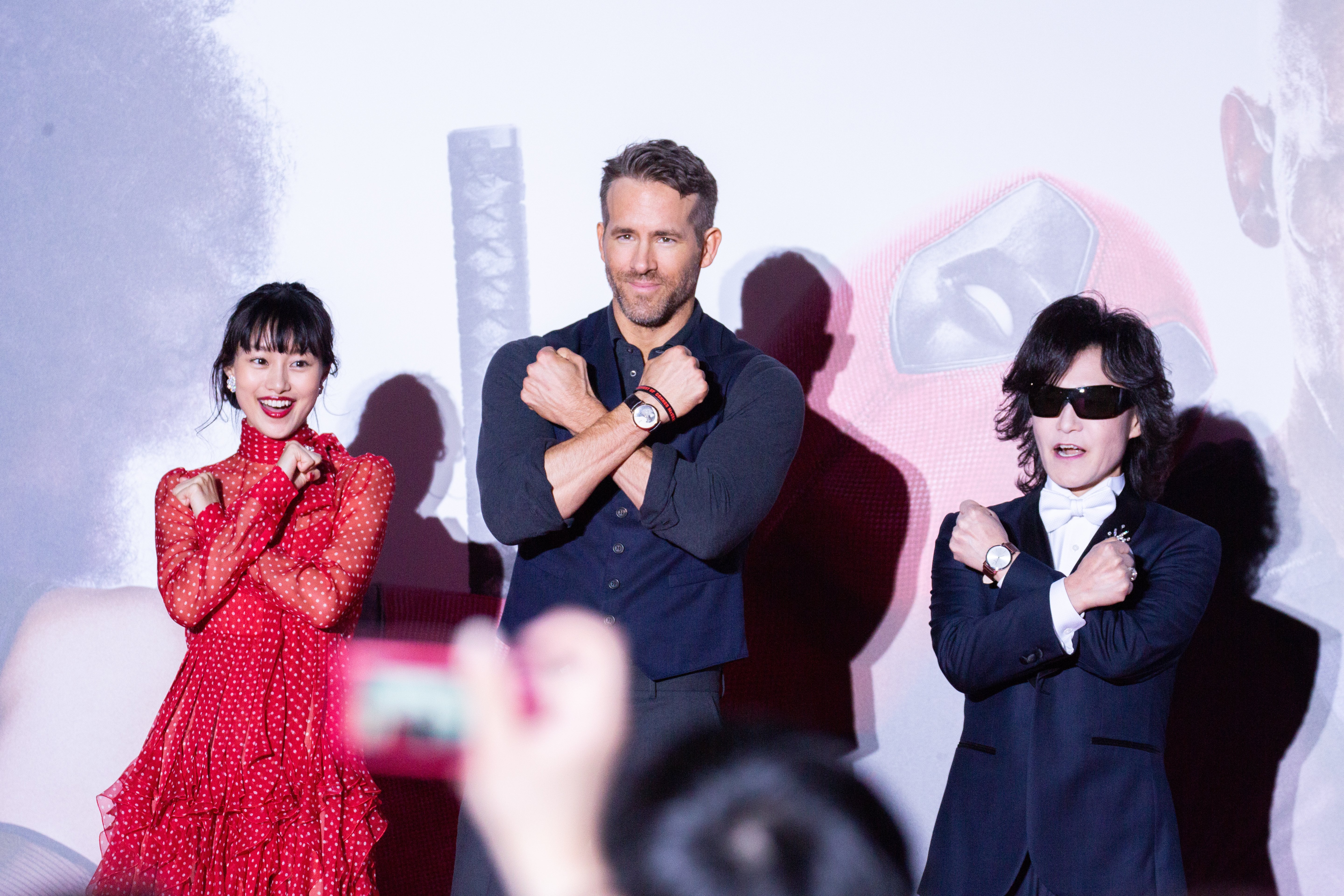
Райан Рейнольдс, Шіолі Куцуна і Тоші на прем'єрі в Токіо

Світова прем'єра "Дедпула 2" відбулася 10 травня 2018 року в кінотеатрі Empire Casino на Лестер-сквер у Лондоні, а американська прем'єра - 14 травня того ж року в Нью-Йорку. На обох заходах були присутні актори та продюсери фільму, а також запрошені спеціальні гості. 29 травня актори з'явилися на гала-прем'єрі фільму в Токіо.
Для ширшої аудиторії, як у США, так і в Польщі, фільм дебютував 18 травня 2018 року. Спочатку прем'єра в США була анонсована на 1 червня того ж року.

### Був собі Дедпул
12 грудня того ж року в кінотеатрах дебютувала відредагована версія фільму для молодшої аудиторії під назвою "Був собі Дедпул" (в оригіналі - "Once Upon a Deadpool").

## Відгуки

### Оцінки і критика
Від кінокритиків фільм отримав схвальні відгуки: Rotten Tomatoes дав оцінку 83 % на основі 264 відгуків від критиків (середня оцінка 7,1/10). Загалом на сайті фільм має схвальні оцінки, фільму зарахований «стиглий помідор» від фахівців, Metacritic — 66/100 на основі 51 відгуків критиків. Загалом на цьому ресурсі від фахівців фільм отримав змішані відгуки.
Від пересічних глядачів фільм теж отримав схвальні оцінки: на Rotten Tomatoes 86 % зі середньою оцінкою 4,2/5 (20 582 голоси), фільму зарахований «попкорн», Metacritic — 8,0/10 (364 голоси), Internet Movie Database — 8,2/10 (82 975 голосів).

### Касові збори
Під час показу у США, що розпочався 18 травня 2018 року, протягом першого тижня фільм був показаний у 4 349 кінотеатрах і зібрав 125 507 153 $, що на той час дозволило йому зайняти 1 місце серед усіх прем'єр. Станом на 21 травня 2018 року показ фільму триває 4 дні (0,4 тижня), зібравши у прокаті в США 137 514 302 долари США (за іншими даними 149 915 548 $), а у решті світу 174 879 204 $ (за іншими даними 174 652 030 $), тобто загалом 312 393 506 $ (за іншими даними 324 567 578 $) при бюджеті 110 млн доларів США.